# Mike Van Nostrand
Pour les articles homonymes, voir Van Nostrand.
Michael Van Nostrand dit Mike Van Nostrand, né en 1967, est un chef d'entreprise et ancien contrebandier américain, spécialisé dans le commerce de reptiles vivants.

## Biographie

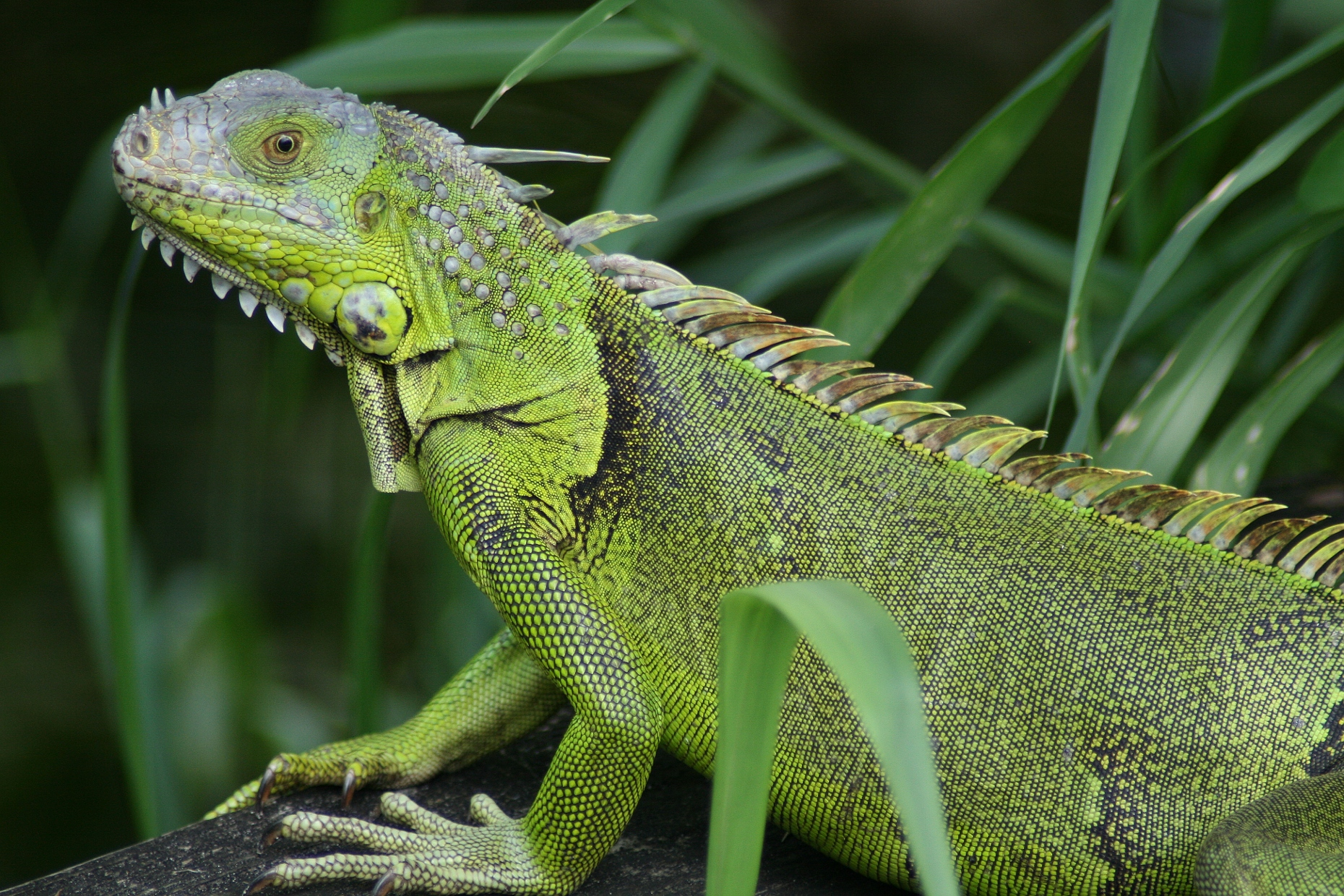
L'iguane vert est l'un des premiers reptiles à être importés et commercialisés massivement comme animaux de compagnie aux États-Unis.

Mike Van Nostrand est le fils de Ray et Elaine Van Nostrand. En décembre 1988, Ray est condamné à cinq ans de prison dans une affaire impliquant du trafic de drogue et d'animaux ainsi que de la corruption. Mike Van Nostrand a alors 21 ans et fait des études de comptabilité au Broward Community College (en) de Fort Lauderdale, en Floride. Il décide d'arrêter ses études afin de subvenir aux besoins de sa mère et de son petit frère, alors âgé de cinq ans, en reprenant l'entreprise paternelle de commerce de reptiles. Cette dernière est alors basée dans le garage familial et sert autant au commerce, légal et illégal, de reptiles qu'au trafic de cocaïne.
Mike Van Nostrand renomme l'entreprise Strictly Reptiles et déménage son siège de son habitation. Rapidement, Strictly Reptiles devient le plus gros commerce de reptiles du sud de la Floride, vendant notamment de grandes quantités d'iguanes verts importés du Surinam à des amateurs de terrariophilie. Son père sort de prison au bout de dix-huit mois et rejoint l'entreprise, de même que son frère aîné, Ray Jr ; Mike Van Nostrand est alors président et unique propriétaire de Strictly Reptiles, une des plus grandes entreprises d'import-export de reptiles des États-Unis.
Dans les années 1990, Mike Van Nostrand se livre à du commerce légal de reptiles ainsi qu'à de la contrebande, en faisant notamment venir illégalement des reptiles d'Amérique du Sud. Il fait ainsi notamment commerce avec Anson Wong, un des principaux trafiquants d'animaux d'Asie du sud-est, important illégalement des reptiles indonésiens comme le python vert, alors très rarement trouvé en captivité. En 1993, le film Jurassic Park sort au cinéma et rend les reptiles « à la mode ». Les ventes d'iguanes verts de Van Nostrand augmentent et il fait alors illégalement venir de nouveaux reptiles sur le marché américain, notamment le lézard à collerette.
En 1997, Mike Van Nostrand est arrêté par le US Fish and Wildlife Service dans le cadre de l'Opération Caméléon (en) qui entraîne notamment l'arrestation d'autres trafiquants d'animaux comme Anson Wong et Tom Crutchfield. Il est condamné à huit mois de prison et doit verser 250 000 dollars à un fonds pour la sauvegarde de la biodiversité d'Indonésie. Sa peine prévoit également qu'il doit collaborer avec les enquêteurs américains dans d'autres affaires de trafics d'animaux. Avec son aide, plusieurs contrebandiers sont arrêtés dans le monde entier.
Après sa sortie de prison, Mike Van Nostrand reprend légalement le commerce de reptiles avec Strictly Reptiles. En 2008, il fait l'objet d'une biographie écrite par Bryan Christy, un journaliste américain, centrée sur ses années de trafic d'animaux.